# Piedfort
En piedfort eller piedfort-mønt er en mønt med samme præg som en almindelig mønt, men tykkere – typisk præcis dobbelt tykkelse (og dermed vægt). Navnet stammer fra fransk ("tung fod"). Piedfort-mønter er almindeligvis ikke i almindelig cirkulation, men er enten prøvetryk eller samleobjekter.
Storbritanniens Royal Mint har (især siden 1980'erne) fremstillet mange piedfort-mønter.